# Інтеркас
Футзальний клуб «Інтеркас» або просто «Інтеркас» — професіональний український футзальний клуб з Києва, виступав у чемпіонаті України. Один з найтитулованіших футзальних клубів України. З 2000 по 2004 роки виступав під назвою «ІнтерКрАЗ».

## Історія
Команда заснована Сергієм Веселовим 1993 року. Перші три роки існування команди її тренером був Юрій Компанієць. Вигравши Першу лігу чемпіонату України, 1996 року «Інтеркас» отримує право участі у Вищій лізі. Команда отримує професійний статус, а на посаду тренера призначено Станіслава Гончаренка, який раніше залишив київську «Оболонь».
1996 року команда займає третє місце на міжнародному турнірі «Біла Акація». У чемпіонаті сезону 1996/97 «Інтеркас» посідає друге місці, програвши лише одеському «Локомотиву». Також «Інтеркас» виграє «Кубок Визволення», міжнародний турнір, присвячений річниці визволення Харкова.
1999 року «Інтеркас» стає чемпіоном України. Керували командою президент Сергій Веселов, віце-президент Олексій Кучеренко, тренер Станіслав Гончаренко, начальник команди Володимир Шестаков, лікар Валентин Ястремський. Серед гравців, які стали чемпіонами, були чотири майстри спорту міжнародного класу Сергій Корідзе, Микола Костенко, Олег Безуглий і Георгій Мельніков, а також Максим Павленко, Віталій Чернишов, Олег Шуст, Тарас Шпичка, Сергій Ожегов, Микола Давиденко, Максим Кондратюк, Олег Солодовник.
2000 року команда стає автором дубля, перемігши в чемпіонаті України та вигравши Кубок країни.
З 2000 по 2004 роки команда виступає під назвою «ІнтерКрАЗ». 2001 року виграє Кубок, займає друге місце в чемпіонаті країни, а також бере участь в Кубку УЄФА. 2002 рік приносить «ІнтерКрАЗу» срібло в чемпіонаті, команда також програє у фіналі Кубка України. 2003 року «ІнтерКрАЗ» стає чемпіоном.
2004 рік щорічно стає найневдалішим в історії виступів команди в національному чемпіонаті, де «ІнтерКрАЗ» посідає лише сьоме місце. У той же час, команда гідно виступає в Кубку УЄФА, здобуває перемогу в попередньому раунді, а в другому відбірковому раунді зустрічається з відомими іспанськими клубами «Плаяс де Кастельон» і «Бумеранг Інтерв'ю», з першим з яких грає внічию 5:5, а другому поступається з мінімальним рахунком 4:5. Цей результат на довгий час стає найкращим серед всіх українських клубів в протистоянні з футзальними командами Іспанії.
2005 року «Інтеркас» завойовує срібло чемпіонату України, а також виграє Кубок країни. У наступних двох сезонах «Інтеркас» посідає третє й знову друге місце.
2007 року АМФУ вносить зміни в регламент, згідно з яким у чемпіонаті країни замість 12 команд бере участь 16 клубів. На знак незгоди з цим рішенням президент «Інтеркасу» Сергій Веселов знімає команду зі змагань. Професійна футзальна команда припиняє існування 28 серпня 2007 року.
Після закриття футзальної команди Сергій Веселов продовжує фінансування ветеранської команди «Інтеркас», яка бере участь в першості Києва серед ветеранів.

## Досягнення
- Чемпіонат України
  -  Чемпіон (3): 1998/99, 1999/0, 2002/03
  -  Срібний призер (6): 1996/97, 1997/98, 2000/01, 2001/02, 2004/05, 2006/07
  -  Бронзовий призер (1): 2005/06

- Кубок України
  -  Володар (3): 1999/00, 2000/01, 2004/05
  -  Фіналіст (2): 1997/98, 2001/02

- Суперкубок України
  -  Фіналіст (1): 2005